# Góra Świętej Jadwigi
Góra Świętej Jadwigi – wzniesienie wydmowe o wysokości 150 m n.p.m., znajdujące się w pobliżu północno-wschodnich granic Leszna, pośród borów sosnowych. Stanowi najwyższe wzniesienie powiatu leszczyńskiego.
Okolice są popularnym terenem rekreacyjnym dla mieszkańców Leszna. Znajdują się tu szlaki piesze, rowerowe (np. Szlak Ziemiański czy Osiecka Pętla Crossowa) i rowerowy teren crossowy (na północnych stokach). Na szczycie góry zlokalizowana jest wieża obserwacyjna niedostępna dla turystów, w okresie II wojny światowej znajdowała się tam natomiast radiolatarnia.
Na południowy zachód (około 1200 m) zlokalizowany jest przystanek kolejowy Leszno Grzybowo.